# تتیو
تتیو (به فرانسوی: Téthieu) یک کامین در فرانسه است که در Canton of Dax-Nord واقع شده‌است.

## خصوصیات
تتیو ۱۱٫۰۳ کیلومترمربع مساحت و ۶۳۴ نفر جمعیت دارد و ۱۰ متر بالاتر از سطح دریا واقع شده‌است.